# 加古川西市民病院
加古川西市民病院（かこがわにししみんびょういん）は、かつて兵庫県加古川市にあった病院。2016年7月1日に加古川中央市民病院が開院したことにともない、公立病院としては閉院し、建物の一部は民間病院として活用されている。
当初は国民健康保険一部事務組合の附属病院として開業し、その後運営主体が加古川市、地方独立行政法人加古川市民病院機構と変遷した（沿革節で詳述）。

## 沿革
- 1950年（昭和25年）10月6日 - 米田町外二ヶ村国民健康保険一部事務組合附属宝殿病院が開院。
- 1956年（昭和31年）9月30日 - 市町村合併により加古川市高砂市国民健康保険直診一部事務組合宝殿病院と改称[1]。
- 1960年（昭和35年）1月 - 高砂市が病院の権利一切を加古川市に譲渡[2]、加古川市民病院に改称。
- 1978年（昭和53年）6月 - 本館竣工。
- 1995年（平成7年）11月 - 別館竣工。
- 2011年（平成23年）
  - 3月1日 - 地域医療支援病院に指定される。
  - 4月1日 - 地方独立行政法人加古川市民病院機構が発足。加古川市民病院が加古川西市民病院と改称。市として加古川市民病院と神鋼加古川病院（加古川東市民病院）の将来統合を目指す。
- 2012年（平成24年）7月13日 - 加古川市企画部の元部長が、病院統合の事務手続に絡んで受注業者に便宜を図り、見返りに現金を受け取ったとして、収賄容疑で逮捕される[3]。
- 2016年（平成28年）7月1日 - 加古川中央市民病院開院に伴い、加古川西市民病院は閉院。
- 2018年（平成30年）4月1日 - 旧中央診療棟が医療法人社団一功会による復期リハビリ病棟「フェニックス加古川記念病院」に改装され、この日開院[4]。

## 診療科
- 内科
- 精神・神経科
- 小児科
- 外科
- 整形外科
- 脳神経外科
- 小児外科
- 皮膚科
- 泌尿器科
- 産婦人科
- 眼科
- 耳鼻咽喉科
- 放射線科
- 麻酔科
- 臨床検査科
- リハビリテーション科
- 栄養管理科

## 交通アクセス
- JR神戸線宝殿駅から徒歩約8分。